# Zémire et Azor

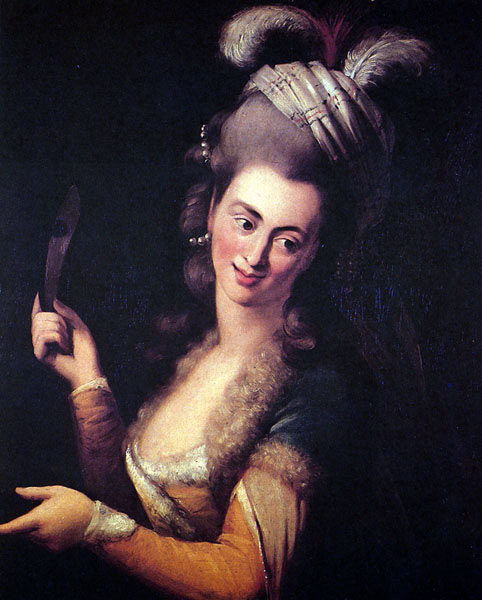
Mozarts Schwägerin Aloisia Lange als Zémire (Johann Baptist Lampi, ca. 1784).

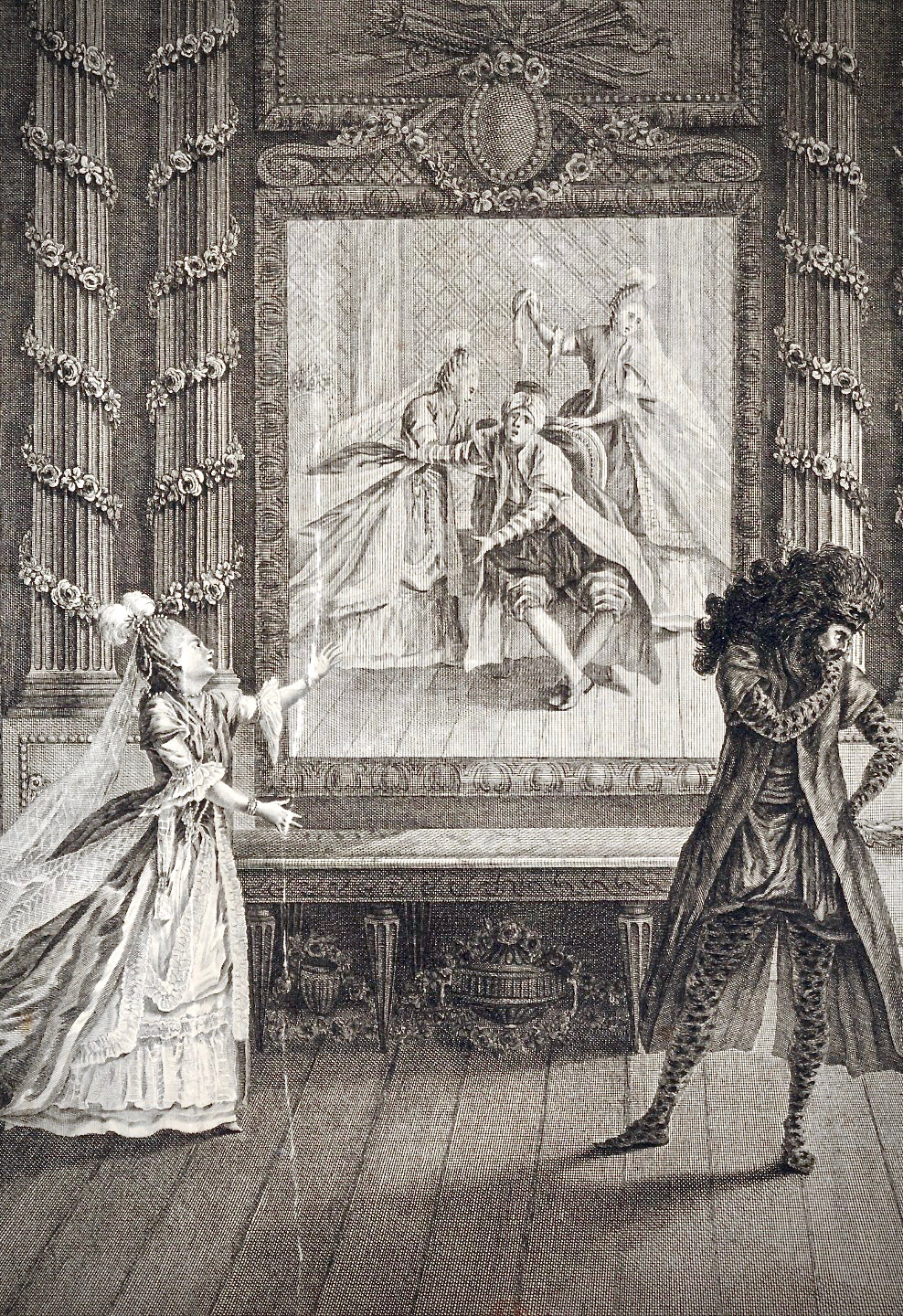
Das magische Bild (François-Robert Ingouf
nach Pierre-Charles Ingouf, 1771).

Zémire et Azor (Zemire und Azor) ist eine Comédie-ballet in vier Akten von André-Ernest-Modeste Grétry.
Das Libretto von Jean-François Marmontel basiert auf dem Märchen La Belle et la Bête (Die Schöne und das Tier) in der Fassung von Jeanne-Marie Leprince de Beaumont (1756) und der Komödie Amour pour amour (Liebe für Liebe) von Pierre-Claude Nivelle de La Chaussée (1742). Eine mögliche Inspirationsquelle war die Opéra-comique La fée Urgèle (Die Fee Urgèle) von Egidio Duni und Charles-Simon Favart (1765).
Die Choreografie schuf Gaetano Vestris. Die Uraufführung fand am 9. November 1771 vor dem Hof in Fontainebleau und am folgenden 16. Dezember in der Comédie-Italienne in Paris statt.
Patrick Taïeb und Judith Le Blanc bezeichnen das bekannteste Bühnenstück des in Paris tätigen Wallonen Grétry als Point of no return auf dem Weg des einstigen Jahrmarktsspektakels Opéra-comique zur Respektabilität. Es verschmelze bürgerliches Trauerspiel und Feenmärchen zu einem „Realismus des Wunderbaren“ („réalisme merveilleux“). Heinz Wichmann nannte Zémire et Azor das „Urbild aller romantischen Erlösungsopern“.

## Entstehung

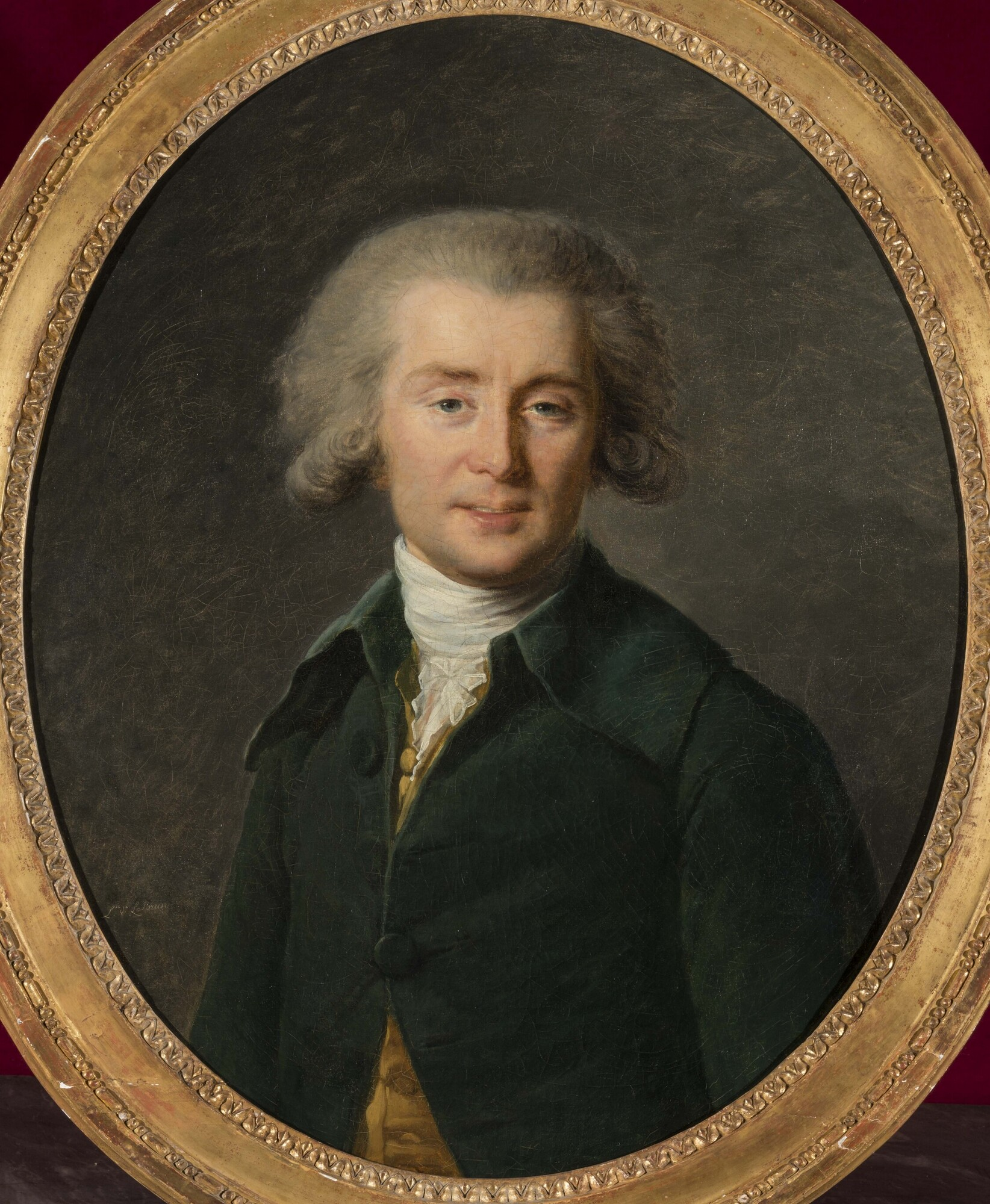
André-Ernest-Modeste Grétry (Élisabeth Vigée-Lebrun, 1785).

Marmontel scheint Zémire et Azor für die Festlichkeiten geschrieben zu haben, die nach der Heirat des Dauphins (Ludwig XVI.) mit Marie-Antoinette im Herbst 1770 in Fontainebleau stattfanden. Der für das Unterhaltungsprogramm zuständige Herzog von Aumont lehnte das Libretto aber ab, weil es Stoff zu einem Epigramm biete – wohl über die Ähnlichkeit des plumpen Thronfolgers mit dem Tier.
Aumonts Nachfolger hingegen, der Herzog von Duras, hatte keine Bedenken, die Oper für die Festlichkeiten des folgenden Jahres zu bestellen, die der Hochzeit des Grafen von Provence (Karl X.) mit Maria Theresia von Savoyen folgten.

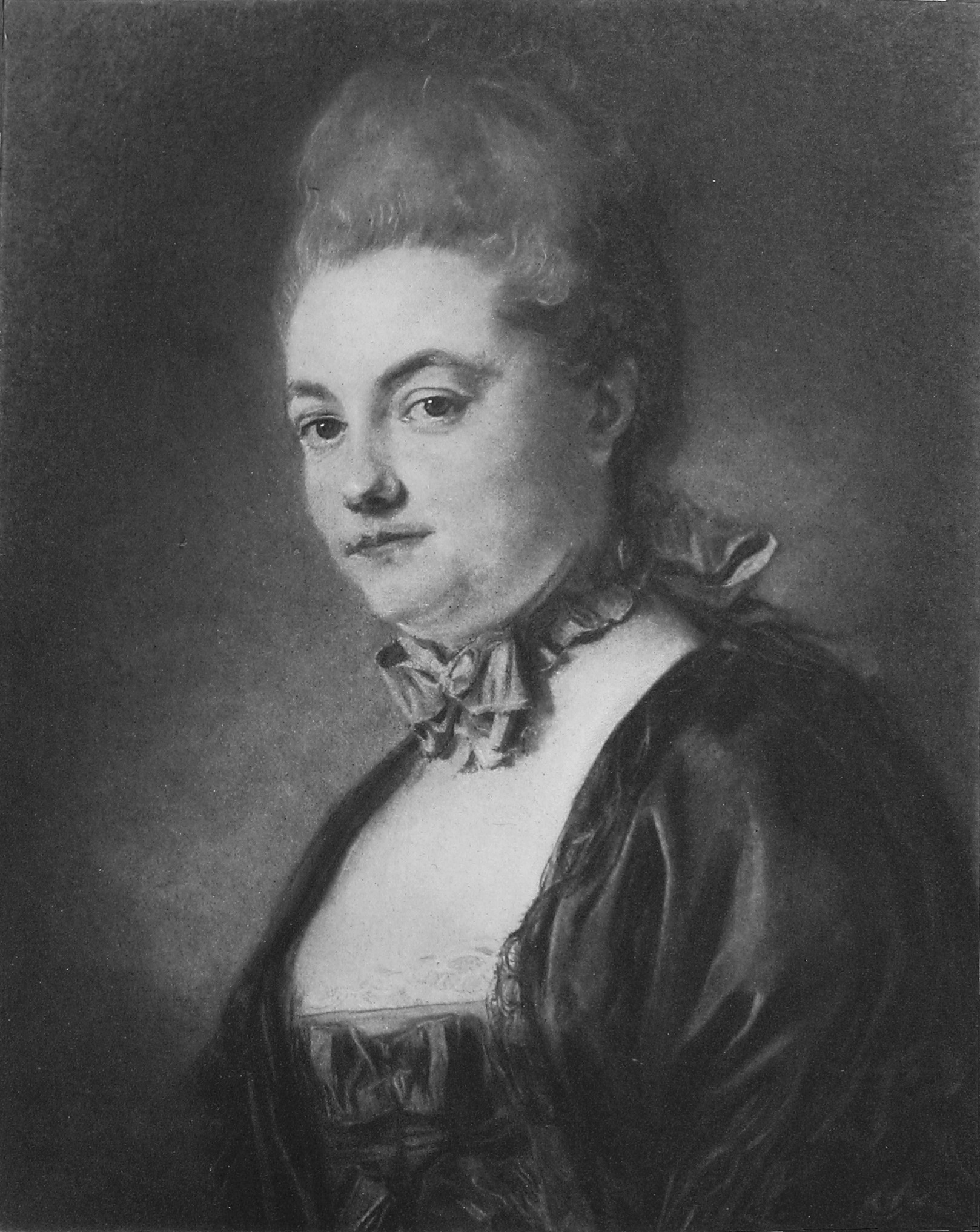
Zémire: Marie-Thérèse Laruette (Jean-Baptiste Perronneau).

Grétry war damals von einer schweren Erkrankung genesen. In seinen Memoiren schreibt er: „Ich war dem Leben wiedergegeben, die Natur war neu für meine befreiten Organe, als ich dieses Werk begann. Ein Feenmärchen war das, was meiner Lage am besten entsprach.“
Die Partitur entstand auch sonst unter günstigen Umständen: Grétrys Geliebte Jeannette Grandon (1746–1807) hatte endlich die Bewilligung ihrer Mutter zur Hochzeit bekommen, nachdem sie dem Komponisten bereits eine Tochter geboren hatte. Und von der Comédie-Italienne erhielt er vom Oktober an als außergewöhnliche Auszeichnung ein Gehalt von 100 Livres monatlich.

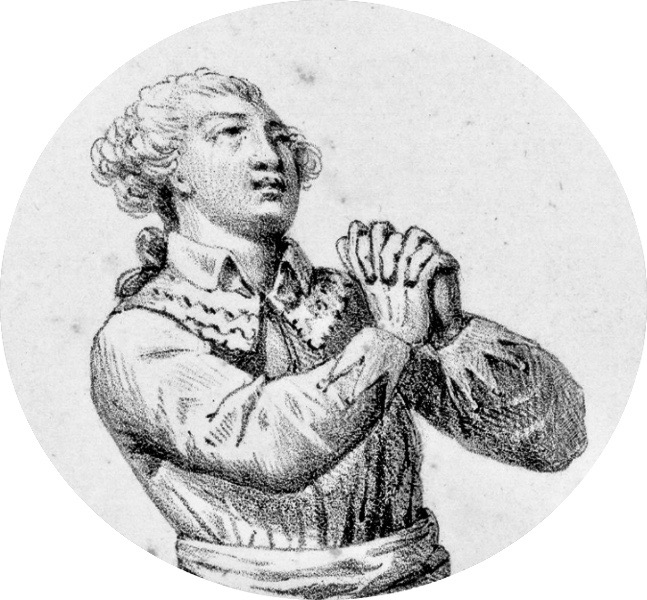
Azor: Jean-Baptiste Guignard, genannt Clairval.

Diderot beschrieb ihn damals wie folgt: „Grétry hat eine sanfte und feine Physiognomie, schielende Augen und die Blässe eines Mannes von Geist. (…) Er hat eine junge Frau geheiratet, die zwei sehr schwarze Augen hat, und das ist sehr mutig bei einer so schwachen Brust wie der seinen; aber es geht ihm endlich besser, seit er Ehemann ist (…)“
In der Oper gibt es 14 Arien, vier Duette, zwei Trios und ein Quartett, verbunden durch gesprochenen Dialog, Orchesterstücke (etwa Entreactes) und Ballette.
Darsteller waren an der Uraufführung: Jean-Baptiste Guignard genannt Clairval (36, Azor), Joseph Caillot (38, Sander), der Komponist Jean-Louis Laruette (40, Ali), dessen Gattin Marie-Thérèse geborene Villette (27, Zémire), Marie-Jeanne Trial geborene Milon (25, Fatmé) und Pétronille-Rosalie Beaupré (23, Lisbé). Über Madame Laruette schrieb Rétif de la Bretonne, der Klang ihrer Stimme versetze die Seele in eine süße Trunkenheit.

## Handlung
Zémire wird vom bankrotten Vater dem stigmatisierten Außenseiter Azor geopfert bzw. bringt sich diesem selbst zum Opfer. Dank seines inneren Wertes aber gewinnt Azor das Herz der Schönen und wird in einen König (zurück)verwandelt.
Die nachstehende Inhaltsübersicht folgt dem Libretto der Uraufführung in Paris, die leicht vom Hoflibretto abweicht.

### 1. Akt

#### Palast

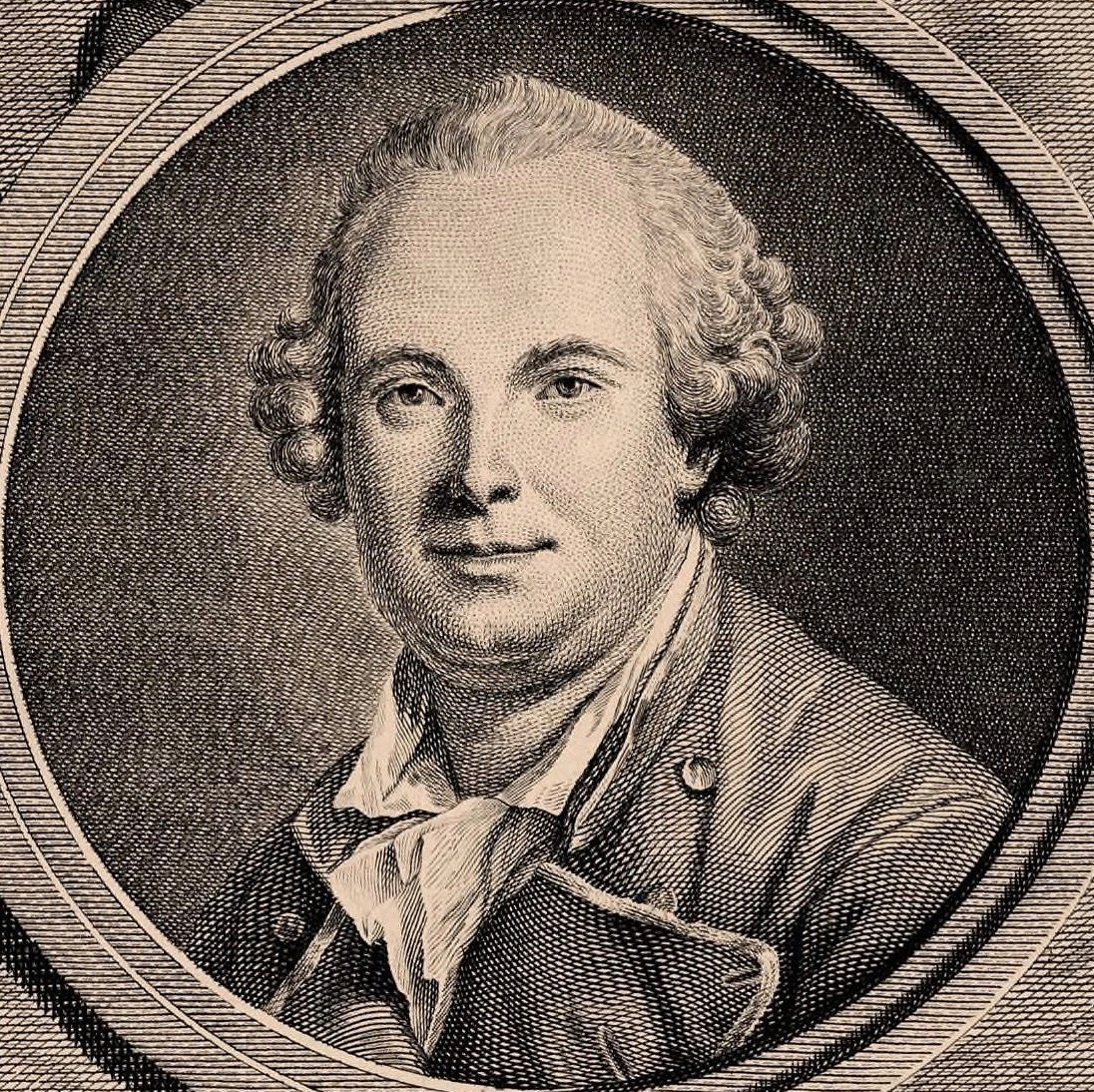
Sander: Joseph Caillot (Simon-Charles Miger nach Guillaume Voiriot).

Szene 1: Kaufmann Sander hat sich in Hormus nach dem Schiff erkundigt, das seinen letzten Besitz darstellt. Nun muss er es für verloren halten. Auf dem Rückweg zu seinem Landhaus wird er von einem Gewitter überrascht, das sich in der Ouverture ankündigt, und kommt in einem Wald zu einem erleuchteten, aber scheinbar unbewohnten Feenpalast. Während er dort übernachten will, ist es seinem Sklaven Ali in dem Gebäude unheimlich. Er stellt deshalb eine sehr optimistische Wetterprognose (Video auf YouTube: Jean-Claude Orliac, Orchestre de chambre de la RTB, Edgar Doneux):
„L’orage va cesser.

Déjà les vents s’apaisent,

Les voilà qui se taisent.

Partons sans balancer !“
„Der Sturm ist bald vorbei.

Schon legen sich die Winde,

Sie schweigen nun beinahe.

Drum nichts wie weg von hier!“
Doch die Begleitmusik straft ihn Lügen: Der Sturm verstärkt sich. Als aber ein von Zauberhand gedeckter Tisch erscheint, ist Alis Furcht verflogen. Er singt:
„Les esprits dont on nous fait peur

Sont les meilleures gens du monde.

Voyez comme ici tout abonde !

Quel bon souper ! quelle liqueur !“
„Was macht man uns vor Geistern Angst!

Das sind doch herzensgute Leute.

Schaut diese Köstlichkeiten an!

Welches Souper! Welcher Likör!“
Reichlicher Alkoholgenuss macht Ali schläfrig, so dass nun sein Herr vergeblich zum Aufbruch drängt.
Als Andenken an die märchenhafte Beherbergung pflückt Sander eine Rose. Seine jüngste Tochter Zémire hat sich als Mitbringsel von seiner Reise dieses Symbol der Liebe gewünscht – statt Modetand wie ihre beiden Schwestern.
Szene 2: Azor erscheint in seiner fürchterlichen Gestalt und verkündet, als Strafe für den Diebstahl der Rose müsse Sander sterben. Dieser erwidert, er hänge nicht am Leben, nur bedauere er, seine Töchter ohne Unterstützung zurücklassen zu müssen. Ali bemerkt, Azor hätte Mitleid mit den Mädchen, wenn er wüsste, wie schön diese seien. Darauf bietet Azor Sander an, ihn zu verschonen, wenn er ihm eines von ihnen überlasse. Doch Sander will lieber sterben, bittet aber, noch Abschied von den Töchtern nehmen zu dürfen. Für den Fall, dass er danach zurückkehrt, stellt ihm Azor Belohnung, für den gegenteiligen Fall Rache in Aussicht:
„Ne vas pas me tromper !

Ne crois pas m’échapper !

Sur la terre et sur l’onde

Ma puissance s’étend,

Et jusqu’au bout du monde

Ma vengeance t’attend.“
„Versuch nicht, mich zu täuschen!

Glaub nicht, dass du entkommst!

Auf Länder und auf Meere

Erstreckt sich meine Macht,

Bis an der Welt ihr Ende

Trifft meine Rache dich.“
Die Rose gibt er Sander mit. Dann lässt er ihn durch eine Wolke – die trotz großer Furcht auch Ali besteigt – nach Hause tragen. Der Entreacte imitiert das Geräusch des Fliegens.

### 2. Akt

#### Landhaus
Szene 1: Schauplatz ist nun das Innere von Sanders „sehr einfachem“ Landhaus. Dort brennt noch die Lampe, denn die Töchter haben die Nacht mit Handarbeiten zugebracht, um die Rückkehr des Vaters zu erwarten. Fatmé und Lisbé spotten über das Geschenk, um das ihn Zémire gebeten hat: „Eine Rose? Das ist doch fast nichts.“ Diderot bezeichnete dieses Terzett als „Meisterwerk von Gefühl und Delikatesse“.

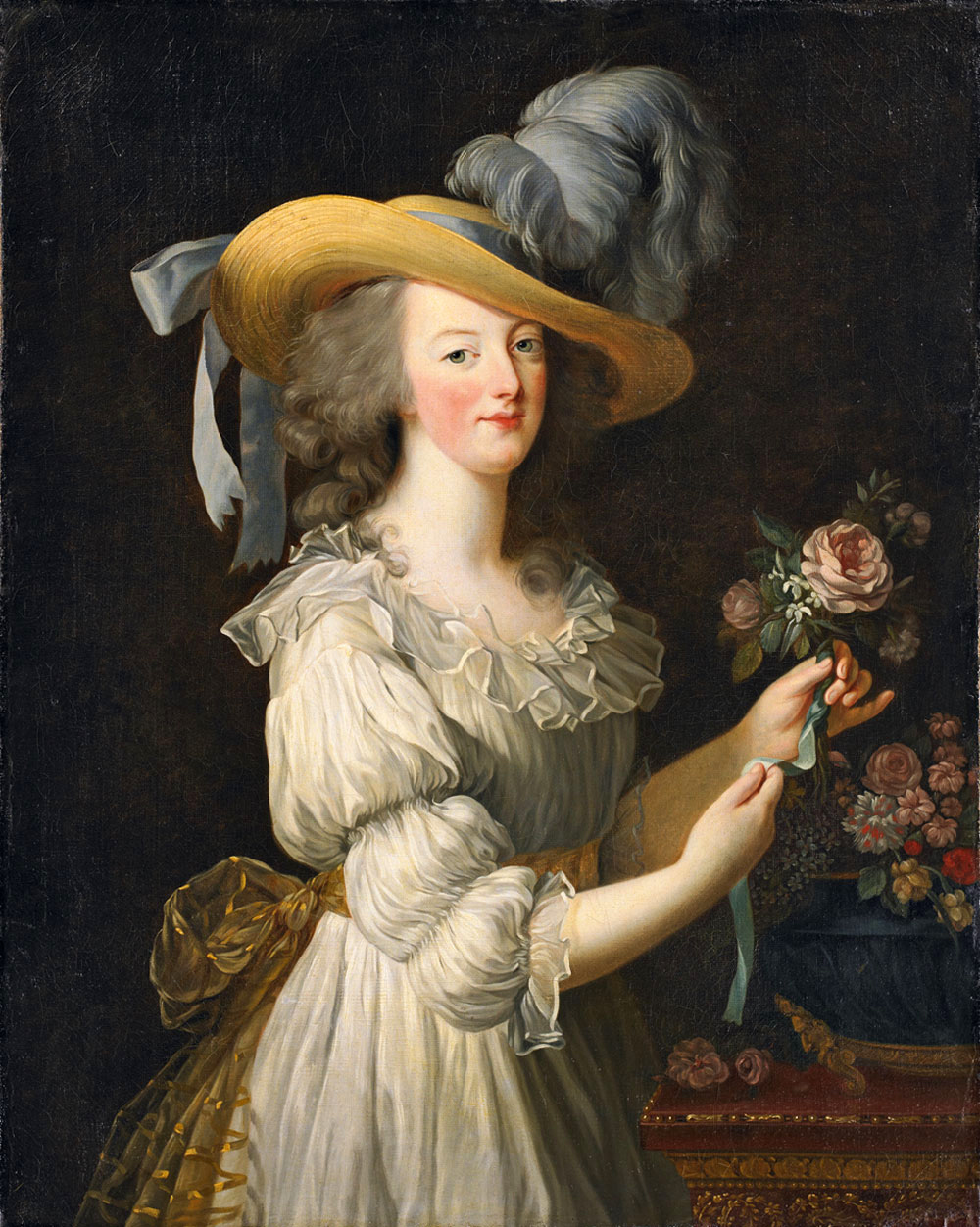
Marie-Antoinette mit Rose (Élisabeth Vigée-Lebrun, 1783).

Szene 2: Bei seiner Rückkehr teilt Sander den Töchtern mit, dass er alles verloren habe. Fatmé und Lisbé weinen, Zémire hingegen tröstet ihn. Sie hat romantische Vorstellungen von der Armut:
„Pour être heureux,

Il faut si peu de chose !

L’oiseau des bois

Comme nous est sans bien.

Le jour il chante,

Et la nuit il repose.

Il n’a qu’un nid.

Que lui manque t’il ? Rien.“
„Um froh zu sein,

Bedarf es doch so wenig!

Wie wir besitzt

Im Wald der Vogel nichts.

Des Tages singt er,

Und des Nachts da ruht er.

Er hat ein Nest.

Und fehlt ihm etwas? Nichts.“
Zémire hält die Bauern für glücklich und schlägt dem Vater vor, sich auf die (unter dem Einfluss der Physiokraten zu Ansehen gelangte) Landwirtschaft zu verlegen: Ali könne pflügen, die Mädchen ernten.
Während Fatmé und Lisbé leer ausgehen, erhält Zémire ihre Rose. Sie singt darauf eine Arie, die ebenfalls das Lob Diderots erhielt, wenn er auch kritisierte, dass Madame Laruette Grétry zu Kürzungen gezwungen habe (Video auf YouTube: Sophie Karthäuser, L’Orfeo Barockorchester, Michi Gaigg):
„Rose chérie,

Aimable fleur,

Viens sur mon cœur !

Quelle est fleurie !

Ah ! Quelle odeur !

Voyez, ma sœur,

Qu’elle est fleurie !

Que ses parfums

Ont de douceur !

Des mains d’un père,

Qu’elle m’est chère !“
„Geliebte Rose,

Du teures Pfand,

Komm an mein Herz!

Wie sie erblüht ist!

Ah! Welcher Duft!

Seht, Schwester, an,

Wie sie erblüht ist!

Welch süßen Duft

Verbreitet sie!

Aus Vaterhänden,

Ist sie mir teuer!“
Szene 3: Zémire spürt, dass den Vater mehr als der Verlust des Schiffes bedrückt.
Szene 4: Ali verflucht das Reisen, auf keinen Fall will er mehr fliegen.
Szenen 5: Er glaubt nicht, dass Azor Zémire töten würde. Obwohl zum Stillschweigen angehalten, will er ihr darum verraten, wie sie Sander retten kann.
Szene 6: Sander verbietet ihm weiterzuerzählen.
Szene 7: Er schreibt zu pathetischer Begleitmusik einen Abschiedsbrief.
Szene 8: Zémire will sich – wie die Titelfigur der Oper Lucile von Marmontel und Grétry (1769) – für den Vater opfern. Unter Einsatz aller verfügbaren Argumente bringt sie den widerstrebenden Ali dazu, sie noch vor Sanders Aufbruch zum Palast zu führen. (Video auf YouTube: Mady Mesplé, Jean van Gorp, Jean-Claude Orliac, Orchestre de chambre de la RTB, Edgar Doneux)

### 3. Akt

#### Salon
Szene 1: Nach dem Entreacte befinden wir uns im Salon Azors. Dieser gibt sich Rechenschaft über seine Situation: Eine Fee hatte ihm Schönheit verliehen. Weil er sich aber etwas darauf einbildete, schlug sie ihn mit Hässlichkeit. Diese wird er nur wieder los, wenn er ihrer ungeachtet ein junges Herz rühren kann:
„Ah ! quel tourment d’être sensible,

D’avoir un cœur fait pour l’amour,

Sans que jamais il soit possible

De se voir aimer à son tour !“
„Oh, welche Qual ist es zu lieben,

Erfüllt zu sein von Zärtlichkeit,

Ohne die Möglichkeit zu haben,

Geliebt zu werden seinerseits!“
Zwar verlieh ihm die Fee Gewalt über die Elemente, doch lässt sich damit keine Liebe erzwingen.

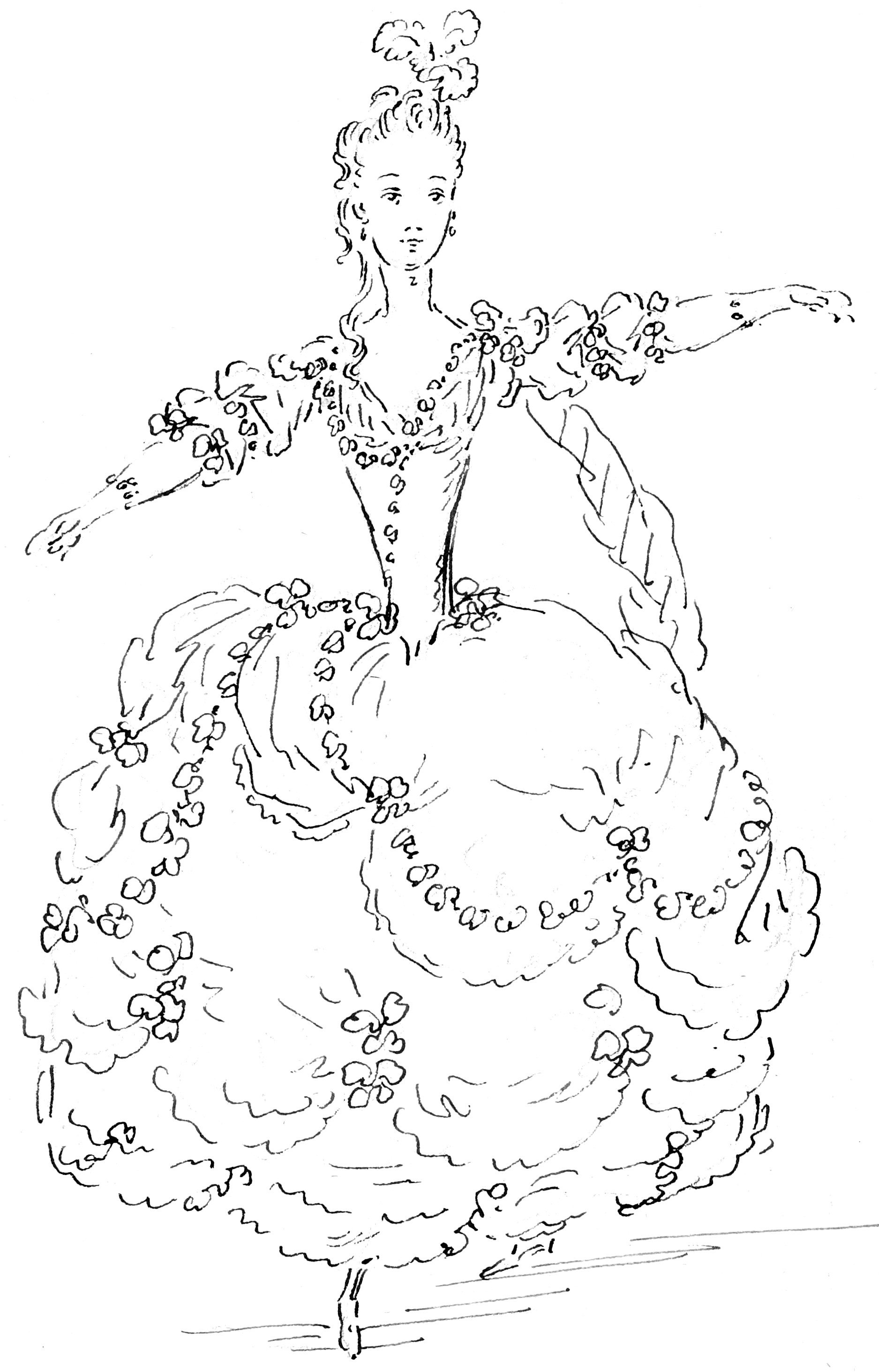
Die 18-jährige Anna Heinel als Genius (Louis-René Boquet, 1771).

Als Azor Zémire und Ali kommen sieht, versteckt er sich, um herauszufinden, womit er der Schönen Freude bereiten kann.
Szene 2: Zémire fragt Ali über Azor aus. Der verängstigte Sklave beschreibt diesen als charmant und galant. Er rät Zémire, Haltung zu bewahren, das Ungeheuer zu rühren – und um Gnade für ihn selbst zu bitten. Die Schöne findet die Ausstattung des Raumes nach ihrem Geschmack: Es gibt Bücher und – in Persien! – ein Cembalo. Über einer Tür steht: „Appartement von Zémire“. Sie beauftragt Ali, den Vater zu beruhigen: Er möge die „arme Gefangene“ vergessen, die ihr Schicksal nicht beklage.
Szene 3: Zémire tröstet sich mit dem Gedanken, dass der Himmel die Unschuld beschütze.
Szene 4: Mit einem Ballett huldigen ihr Genien der Künste. (Video auf YouTube: Royal Philharmonic Orchestra, Sir Thomas Beecham)
Szene 5: Als die Schöne das Ungeheuer erblickt, sinkt sie ohnmächtig in die Arme von Feen. Azor kniet vor ihr nieder und versucht, sie zu trösten. Er singt (Video auf YouTube: Richard Verreau):
„Du moment qu’on aime,

L’on devient si doux !

Et je suis moi-même

Plus tremblant que vous.“
„Wie macht doch die Liebe

Den Menschen so schwach!

Ich bebe ja selber

Noch stärker als Ihr.“
Seine sanfte Stimme setzt Zémire in Erstaunen. Die Rollen tauschend, tröstet sie ihn: Hassenswert sei nur, wer böse sei. Darauf erklärt Azor sie zur Königin seines Palastes und seines Herzens. Ihren Vater werde er reicher machen als je und ihre Schwestern aussteuern. Als Gegenleistung wünsche er nur, gelegentlich etwas Zeit mit ihr verbringen zu dürfen. Worauf Zémire erstaunt feststellt, dass sie seinen Anblick zu ertragen beginnt.
Auf Azors Wunsch singt sie ein Lied, wobei sie mit Unterstützung der Soloflöte eine (männliche) Grasmücke imitiert: Zuerst verführt sie ihn mit dem Umfang ihrer Stimme und der Virtuosität ihres Gesangs, dann stimmt sie ihn gefühlvoll und schließlich bringt sie ihm ihren Schmerz über die Trennung von der Familie nahe (Video auf YouTube: Sophie Karthäuser, L’Orfeo Barockorchester, Michi Gaigg):
„La fauvette avec ses petits

Se croit la reine du bocage.

De leur réveil, par son ramage

Tous les échos sont avertis.

Sa naissante famille

Autour d’elle sautille,

Voltige et prend l’essor.

Rassemblés sous son aile

De leur amour pour elle

Elle jouit encore.

Mais par malheur

Vient l’oiseleur

Qui lui ravit son espérance.

La pauvre mère, elle ne pense

Qu’à son malheur.

Tout retentit de sa douleur.“
„Die Grasmücke mit ihrer Brut

Fühlt sich als Königin des Haines.

Ihr Singen meldet allen Echos

Des Morgens, dass erwacht sie ist.

Die wachsende Familie

Hüpft um sie in der Runde,

Sie flattert und fliegt auf.

Hat unter ihrem Flügel

Sie alle, so genießt sie

Noch ihre Liebe.

Doch Unglück bringt

Der Vogelfänger,

Der ihrer Hoffnung sie beraubt.

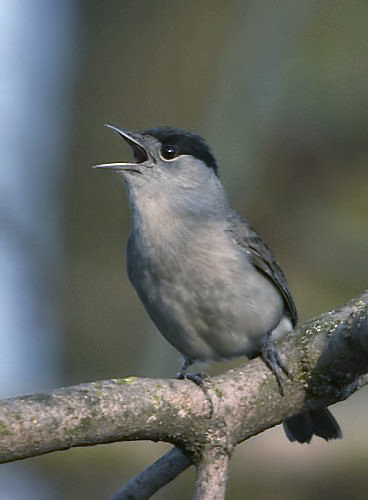
Mönchsgrasmücke (Gesang:, Aufnahme Bruno Chambrelent).

Die arme Mutter denkt an nichts mehr

Als an ihr Unglück.

Ihr Schmerz hallt wider überall.“
Zémire bittet, noch einmal ihre Angehörigen sehen zu dürfen.
Szene 6: Azor lässt diese auf einem magischen Bild erscheinen, wodurch sich Zauber- und Alltagswelt auf der Bühne überlagern. Sander, Fatmé und Lisbé unterhalten sich mit gedämpften Stimmen – ein von Grétry vorgeschlagenes Terzett, das laut dem an der Entstehung beteiligten Diderot über den Erfolg der Oper entschied:
„Ah ! laissez-moi, laissez-moi la pleurer,

À mes regrets laissez-moi me livrer. –

Mon père, hélas ! cédez de la pleurer,

À vos regrets cessez de vous livrer. –

Qui m’aimera jamais comme elle ? –

Ce sera moi. – Ce sera moi. –

Qui me rendra ce tendre zèle ? –

Ce sera moi. – Ce sera moi. 

Croyez la voir ! – Oui, je la vois,

Je crois l’entendre qui m’appelle.“
„Ach, sie beweinen lasst mich, lasst mich doch,

Lasst Reue mich empfinden doch! –

Oh weh, mein Vater, lasst das Weinen sein,

Und Reue zu empfinden braucht ihr nicht! –

Wer wird wie sie mich jemals lieben? –

Das werde ich. – Das werde ich. –

Wer diesen zarten Eifer je erwidern? –

Das werde ich. – Das werde ich. 

Stellt sie euch vor! – Ich sehe sie,

Mir ist, als hörte ich sie rufen.“
Der magische Charakter des Bildes, das an ein Gemälde von Greuze erinnert, wird durch im Hintergrund versteckte Hörner, Klarinetten und Fagotte unterstrichen.
Als Zémire in die Arme des Vaters sinken will, verschwindet die Erscheinung.
Szene 7: Der Akt endet mit einem gesprochenen Dialog. Zémire verlangt, den Vater besuchen zu dürfen. Azor gestattet ihr dies, lässt sie aber schwören, vor Sonnenuntergang zurück zu sein. Er erklärt, dass er sonst sterben werde. Zémire wird sich bewusst, dass Azor ihr nicht mehr gleichgültig ist. Er legt sein Schicksal in ihre Hand, indem er ihr einen Ring gibt, der sie seiner Macht entzieht, so lange sie ihn trägt.

### 4. Akt

#### Landhaus
Szene 1: Nach dem Entreacte kehrt Zémire zu den Ihren zurück, und zwar wie die von Pluto entführte Proserpina auf einem Schlangenwagen. Ali, der dies Sander meldet, hofft, es handle sich um eine Sinnestäuschung.
Szene 2: Zémire bleibt wenig Zeit, um den Vater von ihrem Wohlergehen zu überzeugen. Sander will sie nicht gehen lassen. So behauptet sie, selbst wenn Azor schlecht wäre, müsste sie zu ihm zurückkehren, weil er sie sonst holen würde. Sie sei aber zuversichtlich:
„Ma craintive obéissance

Peut désarmer sa rigueur.

La jeunesse et l’innocence

Ont bien des droits sur un cœur !“
„Wenn ich ängstlich ihm gehorche,

Wird der Strenge milder sein.

Meine Jugend, meine Unschuld

Haben weich gemacht sein Herz!“
Schließlich streift Zémire den Ring ab und kehrt in Azors Reich zurück.

#### Garten
Szene 3: Mitten im Akt verwandelt sich der Schauplatz in einen verwilderten Teil von Azors Garten mit einer Grotte. Die Sonne ist untergegangen, doch Zémire noch nicht zurückgekehrt. Azor klagt:
„Toi, Zémire que j’adore,

Tu m’a donc manqué de foi.

Et pourquoi vivrais-je encore ?

Je n’inspire que l’effroi.“
„Du, Zémire, die ich liebe,

Hast gebrochen mir dein Wort.

Was soll ich noch hier auf Erden?

Ich errege Abscheu nur.“
Er sinkt in die Grotte.

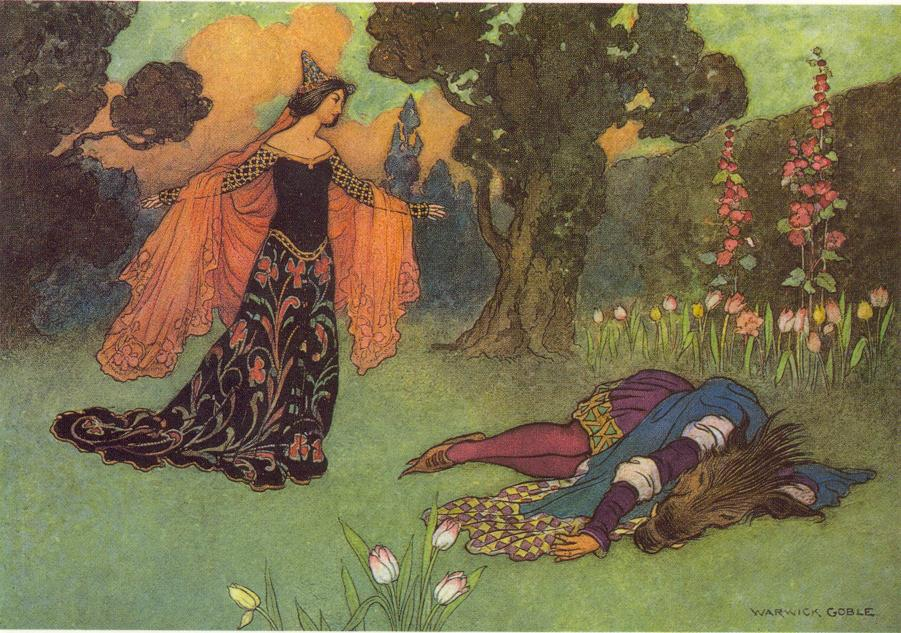
Die Schöne und das Tier (Warwick Goble, 1913).

Szene 4: Man hört Zémire hinter der Bühne nach Azor rufen und sich allmählich nähern. Doch nur Echos –  Hörner und eine Flöte, die in den Soffitten versteckt sind  – antworten ihr. In der Verzweiflung wird sie sich ihrer Gefühle vollends bewusst (Video auf YouTube: Mady Mesplé, Orchestre de chambre de la RTB, Edgar Doneux):
„Hélas ! plus que moi-même,

Je sens que je t’aimais.

Et dans ce moment même,

Plus que jamais,

Je t’aime, Azor, je t’aime …“
„Oh weh! Mehr als ich selber,

Azor, warst du mir lieb.

In diesem Augenblicke

Wird erst mir klar,

Azor, wie ich dich liebe …“
Auf diese Lieberklärung hin, die Grétry gesungen statt gesprochen haben wollte, verwandelt sich der Schauplatz – erneut mitten im Akt – in einen verzauberten Palast, wo Azor in seiner ursprünglichen Schönheit auf einem Thron sitzt.

#### Palast
Szene 5: Er teilt Zémire mit, dass sie ihn vom Fluch der Fee erlöst habe und nun neben ihm Königin sei. Sie bittet ihn, den Vater an ihrem Glück teilhaben zu lassen.
Szene 6: Ohne sich zu zeigen, führt die Fee Sander herein, der dem Paar seinen Segen gibt.
Szene 7: Die Fee erscheint, um die Moral der Geschichte zu verkünden:
„Azor, tu vois que la bonté

A tous les droits de la beauté.“
„Azor, du siehst, dass schön zu sein

Von Güte aufgewogen wird.“
Das Gefolge der Fee feiert die Hochzeit von Azor und Zémire. Das Brautpaar besingt die Leiden und Freuden der Liebe. Es verspricht sich, niemand anderem mehr gefallen zu wollen und einander glücklich zu machen. Zémires Angehörige stimmen in das Lob Amors ein. Ein (nicht erhaltenes) Ballett beschließt die Oper.

## Instrumentation
David Charlton schreibt der Musik Grétrys „transzendente Qualitäten“ zu. Er benütze Instrumente auf eine Weise, die weit über das im 18. Jahrhundert übliche „Accompagnement“ hinausführe.
- Orchester: Hörner, Oboen, Flöten, Fagotte, Streicher
- 3. Akt, Szene 6: Hörner, Klarinetten, Fagotte hinter dem magischen Bild
- 4. Akt, Szene 4: Hörner und eine Flöte in den Soffitten[63]

## Erfolg

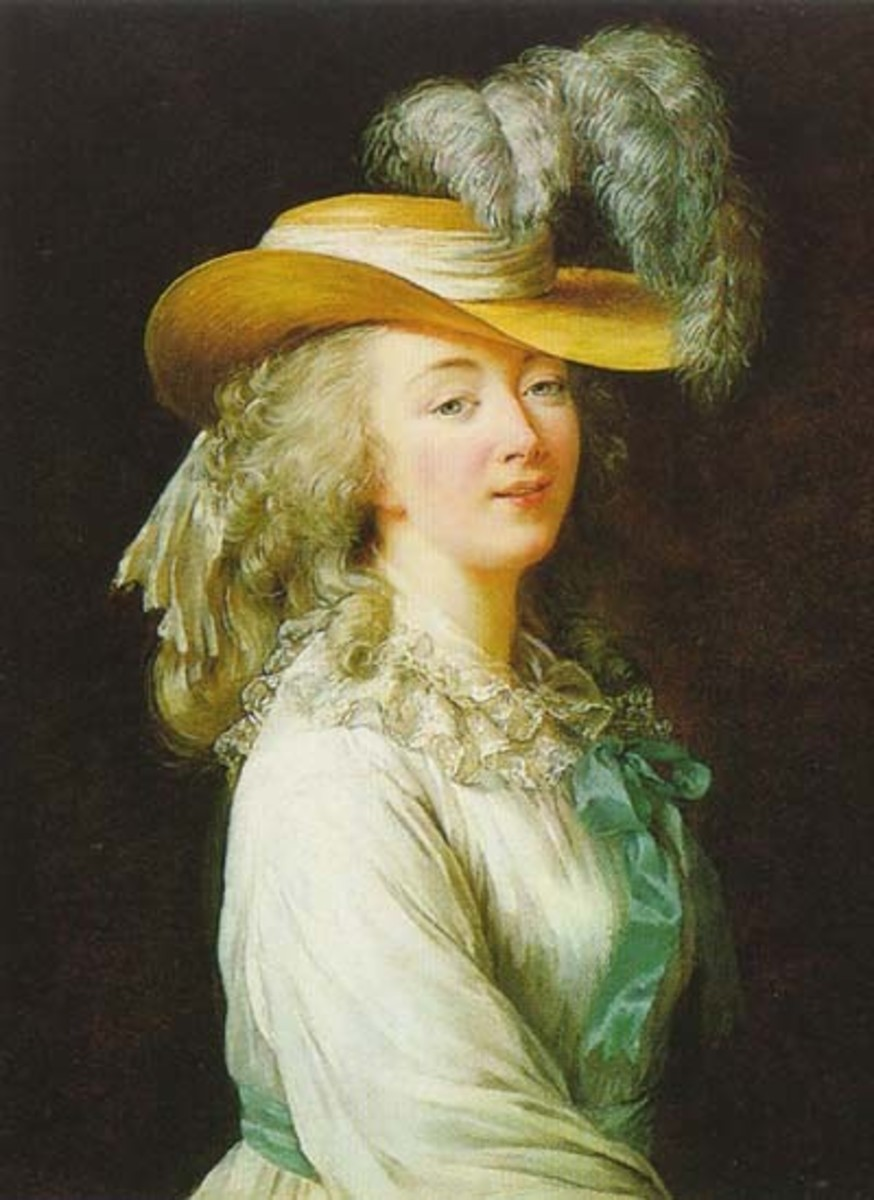
Madame du Barry (Élisabeth Vigée-Lebrun, 1781).

Im Gegensatz zu den nachfolgenden Vorstellungen in Paris kam bei der Uraufführung in Fontainebleau eine Bühnenausstattung „mit Diamanten“ zum Einsatz, die das Märchenhafte der Handlung unterstrich. Um Azors Tierkostüm und den Bau des magischen Bildes, das nicht seine Idee gewesen sein soll, will Marmontel sich persönlich gekümmert haben. Zémire et Azor feierte in Fontainebleau einen fast beispiellosen Triumph. Marie-Antoinette – gerade erst sechzehn geworden – gestand Grétry am Morgen nach der Premiere, von dem magischen Bild geträumt zu haben. Von Ludwig XV. erhielt der Komponist eine Pension von 1200 Livres und eine Gratifikation von 1000 Livres.
Dies auf Veranlassung von Madame du Barry, die an der Uraufführung der Oper in einem Brokatkleid mit Goldpailletten und mit einem sternenbesetzten Diadem ausgesehen hatte, als wäre sie Teil des Feenmärchens. Ihr widmete Grétry die gedruckte Partitur. Marie Bobillier (Pseudonym: Michel Brenet) mutmaßte in ihrer Grétry-Biografie, die Widmung an die Maîtresse régnante sei „fast unter Zwang“ erfolgt und habe den Komponisten abgestoßen. Dabei übersah sie, dass zu seinem Nachlass ein Porträt von Madame du Barry gehört hatte.
Der Mercure de France rühmte:

„Dieses bezaubernde und neuartige Schauspiel gefällt der Einbildungskraft wie den Augen und geht zu Herzen. Die Musik ist köstlich und immer wahr, gefühlt und durchdacht, sie gibt alle Regungen der Seele wider.“

Von der Comédie-Italienne wurde die Oper bis 1797 271-mal gespielt, womit sie unter Grétrys Werken den dritten Rang einnahm. Wie der Komponist in seinen Memoiren schreibt, hatte sie in den Provinzen Frankreichs denselben Erfolg wie bei Hof und in Paris und wurde in beinahe alle (europäischen) Sprachen übersetzt.
Charles Burney, der das Werk 1772 in Brüssel sah, schrieb:

„Gegenstand des Librettos ist ein Märchen, das mit großer Kunst, mit Geschmack und Genie in ein interessantes Drama verwandelt wurde (…) Die Musik dieser Oper ist generell bewundernswürdig; die Ouvertüre ist schwungvoll und voller Effekte; die Ritornelle und andern Orchesterpartien sind voller neuer Ideen und Bilder (…) und die Accompagnements sind sowohl reich und erfinderisch als auch transparent, wenn ich diesen Ausdruck verwenden darf, mit dem ich meine, dass die Arie nicht erstickt wird, sondern unterscheidbar durch sie hindurch gehört werden kann.“

Als Burney drei Wochen später seine erste Theatervorstellung in Deutschland (Mannheim) besuchte, wurde Zémire und Azor in der Landessprache aufgeführt, und zwar besser gesungen als in der Heimat des Komponisten.
In Wien brillierte später Mozarts Schwägerin Aloisia Lange geborene Weber als Zémire. Bei Mozart selber, der eine Partitur der Oper besaß, erinnern Leporello in Don Giovanni und Papageno in der Zauberflöte an Ali – man denke etwa an die wundersame Bewirtung des Letzteren.
Nachdem der verstorbene Komponist 1813 – zur Marche lugubre seines Landsmanns Gossec – vor das Théâtre Feydeau gebracht worden war, ließen versteckte Bläser das Terzett aus dem magischen Bild erklingen. Grétrys Heimatstadt Lüttich eröffnete mit Zémire et Azor 1820 die Königliche Oper der Wallonie.
Deutsche Bearbeitungen des Librettos vertonten Gotthilf von Baumgarten (1776), Christian Gottlob Neefe (1778), Ignaz Umlauf (1786), Wenzel Müller (1790), Ignaz von Seyfried (1818) und Louis Spohr (Zemire und Azor, 1819).
Im Mai 2023 war bei den Schwetzinger SWR Festspielen in Kooperation mit dem Nationaltheater Mannheim eine italienische Übertragung mit dem Titel Zemira e Azor zu sehen. Diese Fassung war 1776 für Mannheim entstanden. Der damalige dortige Hofkomponist Ignaz Holzbauer hatte die ursprünglich französischen Dialoge zu Rezitativen umgearbeitet. Außerdem wurden einige Arien von Niccolò Jommelli eingefügt. Bei der Neuinszenierung 2023 leitete Bernhard Forck die Akademie für Alte Musik Berlin. Die Inszenierung stammte von Nigel Lowery. Ein Videomitschnitt wurde auf OperaVision im Internet bereitgestellt.